# Jerzy Pietrzak (sportowiec)
Jerzy Pietrzak (ur. 19 lipca 1962 w Krakowie) – polski strzelec sportowy, specjalista w strzelaniu z pistoletu pneumatycznego i pistoletu dowolnego, czterokrotny olimpijczyk, 15-krotny Mistrz Polski w strzelaniu, wielokrotny rekordzista Polski, mistrz Europy wśród juniorów (1982) i seniorów (1990, 1994). Występował w barwach Wisły Kraków.

## Życiorys
Pietrzak stał się szerzej znanym strzelcem w 1982 roku, kiedy to zdobył tytuł mistrza Europy juniorów w Rzymie (pistolet dowolny 60 strzałów). W późniejszym okresie był: dwukrotnym mistrzem Europy 1990 Arnhem (pistolet pneumatyczny 60 strzałów ind.) i 1994 Strasburg (pistolet pneumatyczny 60 strzałów drużynowo); wicemistrzem Europy 1993 Brno (pistolet pneumatyczny 60 strzałów indywid.), brązowym medalistą mistrzostw Europy 1991 Bolonia (pistolet dowolny 60 strzałów indywid.) oraz zwycięzcą Pucharu Świata w 1994.

## Letnie igrzyska olimpijskie
Czterokrotnie reprezentował Polskę na Letnich Igrzyskach Olimpijskich:
- 1988 Seul: pistolet pneumatyczny 60 strzałów, 10 m.  - w elim. (30 zaw.) zajął 6–7 m. z wynikiem 582 pkt.; 7 m. w finale (8 zaw.) z wynikiem 678.3 pkt. (zw. T. Kiriakow, Bułgaria - 687.9 pkt.); pistolet dowolny 60 strzałów, 50 m - w elim. (35 zaw.) zajął  14–15 m. z wynikiem 557 pkt., odp. z konk. (zw. S. Babii, Rumunia - 660 pkt.).
- 1992 Barcelona: pistolet dowolny 60 strzałów, 50 m - w elim. (44 zaw.) zajął 9 m. z wynikiem 560 pkt, odp. z konk. (zw. K. Łukaszyk, WNP - 658 pkt.); pistolet pneumatyczny 60 strzałów, 10 m - w elim. (45 zaw.) zajął 7 m. z wynikiem 582 pkt.; 6 m. w finale (8 zaw.) z wynikiem 680.1 pkt. (zw. Y. Wang, Chiny - 684.8 pkt.).
- 1996 Atlanta: pistolet dowolny 60 strzałów, 50 m - w elim. (45 zaw.) zajął 9 m. z wynikiem 563 pkt., odp. z konk. (zw. B. Kokoriew, Rosja - 666,4 pkt.); pistolet pneumatyczny 60 strzałów, 10 m - w elim. (50 zaw.) zajął 2–3 m. z wynikiem 585 pkt., 5 m. w finale (8 zaw.) z wynikiem 682.7 pkt. (zw. R. Di Donna, Włochy - 684.2 pkt.).
- 2000 Sydney: pistolet pneumatyczny 60 strzałów, 10 m - 11–14 m. na 43 start. z wynikiem 578 pkt. (zw. F. Dumoulin, FRA - 688,9 (590 + 98,9); pistolet dowolny 60 strzałów, 50 m - 9–11 m. na 36 start. z wynikiem 560 pkt. (zw. T. Kiriakow, Bułgaria - 666,0 pkt. (570+96,0).

## Aktualne rekordy Polski Jerzego Pietrzaka
– pistolet dowolny 60 strzałów (576 pkt.) - Zurych 1990
– pistolet pneumatyczny 60 strzałów (590 pkt.) - Monachium 1993
– pistolet pneumatyczny 60 strzałów + finał (688,7 pkt.).